# Pastoral poslanja
Pastoral poslanja se proučava skupa s odgojem za crkvene službe, kao dio pastoralnog bogoslovlja. U proučavanju se predočava općeniti i specifični pojam zvanja, a iz spoznaje da je pastoral zvanja izvorna perspektiva općega pastorala (Ivan Pavao II.), čiju srž tvori zvanje viđeno s Božje strane, zatim proučava se osnovne i posebite pozive i zvanja u Crkvi, njihovu komplementarnost i osobitost zasnovane na općem pozivu na svetost krštenika, pozivna usmjerenost na izgradnju crkvene zajednice, osobito odgojem u vjeri i za nju po zreloj osobnosti, prepoznatljivoj u vjernosti kršćanskoj istini. Svladavši gradivo pastorala poslanja studenta se osposobljuje za spoznaju kojom cjelokupni pastoral „postaje poziv“, promičući i odgajajući raznovrsne pozive i oblike služenja u Crkvi, te osobno zalaganje u evangelizaciji i poslanju Crkve.